# St. Michael (Frauendorf)

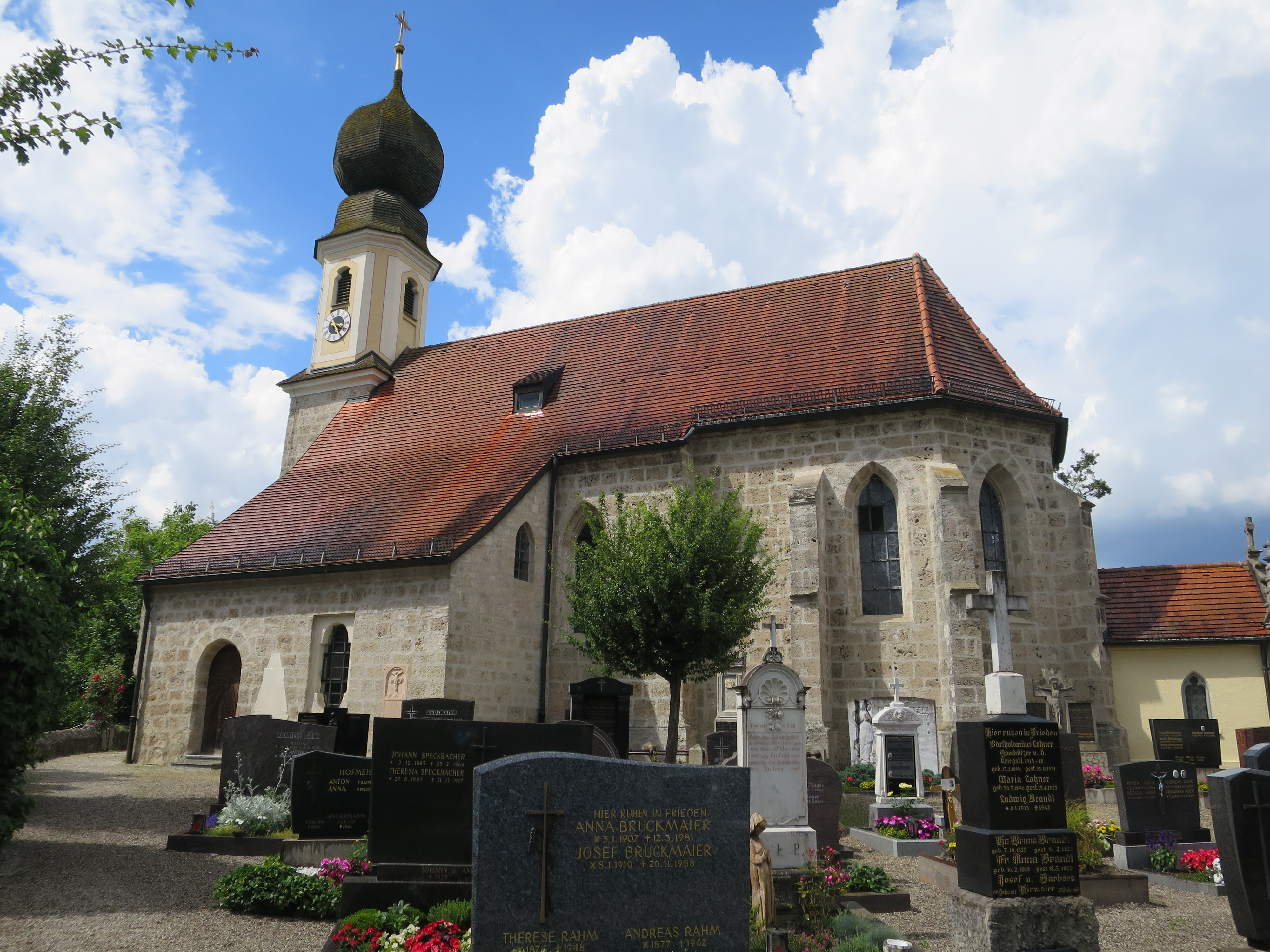
St. Michael in Frauendorf

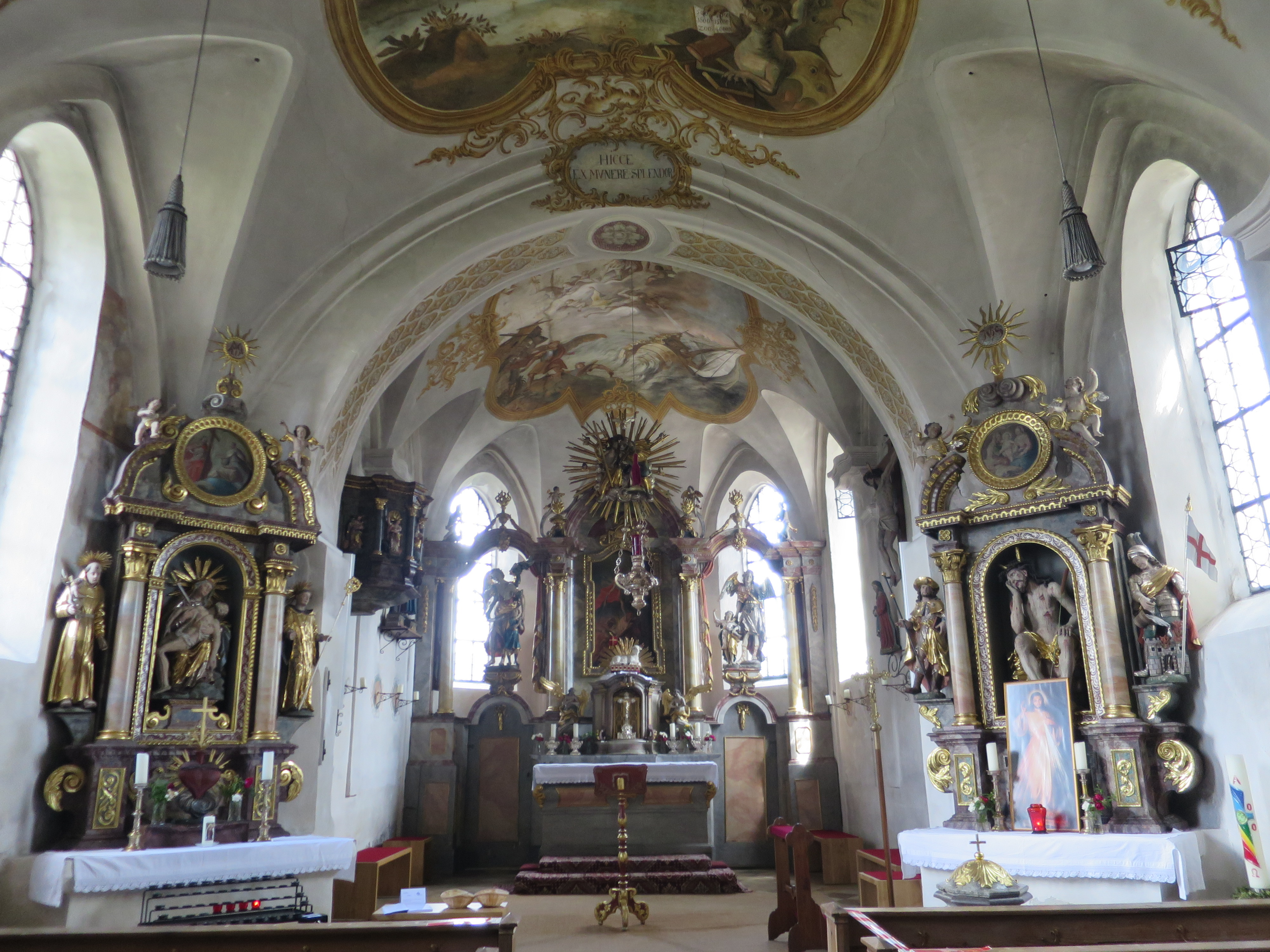
Innenansicht

Die römisch-katholische Kuratiekirche St. Michael steht in Frauendorf, einem Gemeindeteil des Marktes Kraiburg am Inn im oberbayerischen Landkreis Mühldorf am Inn. Das Bauwerk ist in der Liste der Baudenkmäler in Kraiburg am Inn als Baudenkmal unter der Nr. D-1-83-124-79 eingetragen. Die Kuratie Frauendorf ist Teil des Pfarrverbands Kraiburg-Flossing und gehört zum Dekanat Mühldorf am Inn im Erzbistum München und Freising.

## Beschreibung
Die gotische Saalkirche wurde im 15. Jahrhundert aus Quadermauerwerk erbaut und 1766 barockisiert. Sie besteht aus dem Langhaus, dem eingezogenen, von Strebepfeilern gestützten Chor zu zwei Jochen mit dreiseitigem Abschluss im Osten, der Sakristei an der Nordwand des Chors, einer Kapelle an der Südwand des Langhauses und dem Kirchturm im Westen. Der Turm wurde 1751 um ein barockes Geschoss mit abgeschrägten Ecken, das die Turmuhr und den Glockenstuhl enthält, aufgestockt und mit einer Zwiebelhaube bedeckt.
Im Innenraum des Chors stehen an der Nordwand Skulpturen aus dem letzten Viertel des 15. Jahrhunderts. Ihnen gegenüber wurden im 18. Jahrhundert Skulpturen des Isidoros von Chios und der Notburga von Rattenberg aufgestellt. Die Deckenmalereien werden Martin Anton Seltenhorn und dessen Vater zugeschrieben. Ein Schmerzensmann und eine Pietà stammen von 1717. Der Hochaltar wurde um 1793 aufgestellt. Die Orgel wurde 1921 von Georg Glatzl gebaut.